# Rose Bertin
Rose Bertin   (Abbeville, 2 de juliol de 1747 - Épinay-sur-Seine, 22 de setembre de 1813), de nom real Marie-Jeanne Bertin, va ser una modista francesa. Va treballar per a l'alta aristocràcia francesa entre 1770 i 1806 i va ser modista privada de Maria Antonieta. Va ser una de les primeres dissenyadores reconegudes del seu país, i se l'acredita com la persona que va portar l'alta costura a l'avantguarda de la cultura popular. Fou també la primera creadora coneguda d'un estil propi en la indumentària.

## Biografia
Filla de Nicolas Bertin, genet de la policia d'origen picard, i de Marie-Marguerite Méquignon, infermera, la futura Mademoiselle Bertin, que hauria començat com a "filadora" a la fàbrica de teles van Robais –fundada a Abbeville el 1665– marxà a París als setze anys per treballar com a modista al "Trait Galant" sota les ordres de Mademoiselle Pagelle, una casa que proveïa a Marguerite de Rancurel de la Saune, parella d'un príncep de sang, el Comte de Charolais i mare de les seves dues filles. En fer una comanda al "Trait Galant" dels seus vestits de núvia, Mademoiselle Bertin, encarregada del lliurament, va conèixer en aquesta ocasió la princesa vídua de Conti, també princesa de sang, que es va convertir en la seva primera protectora.

## Au Grand Mogol
El 1770, va obrir la seva pròpia botiga de moda amb el nom de Au Grand Mogol, a la rue du Faubourg-Saint-Honoré, a París (després traslladada al núm. 26 dfe la rue de Richelieu - rue de la Loi de 1793 a 1806, un edifici que va adquirir el 1789.
La seva creativitat i perspicacia empresarial van fer que la seva activitat es desenvolupés ràpidament i ben aviat va donar feina a trenta treballadors i cent vint proveïdors. El seu estil aclareix les siluetes, que fa més lleugeres i menys estructurades i voluminoses -com s'havien portat fins aleshores-, i en canvi desenvolupa grans pentinats molt alts -els puf- coberts amb barrets imponents i sofisticats, llança la moda campestre, els vestits de muselina i els còmodes vestits de maternitat; la seva clientela és essencialment aristocràtica.

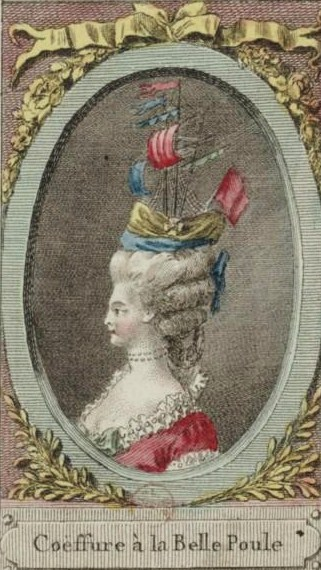
Pentinat a la Belle-Poule

## La ministra de la Moda

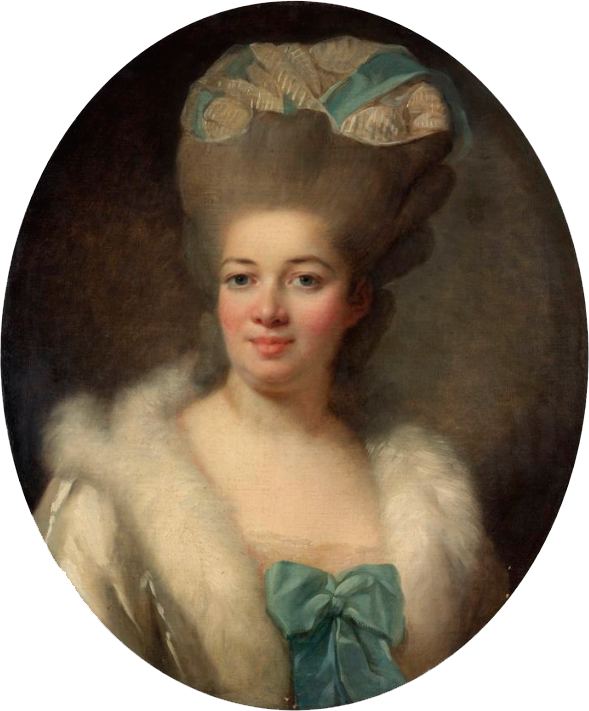
Retrat presumpte de Rose Bertin, d'Élisabeth Vigée Le Brun

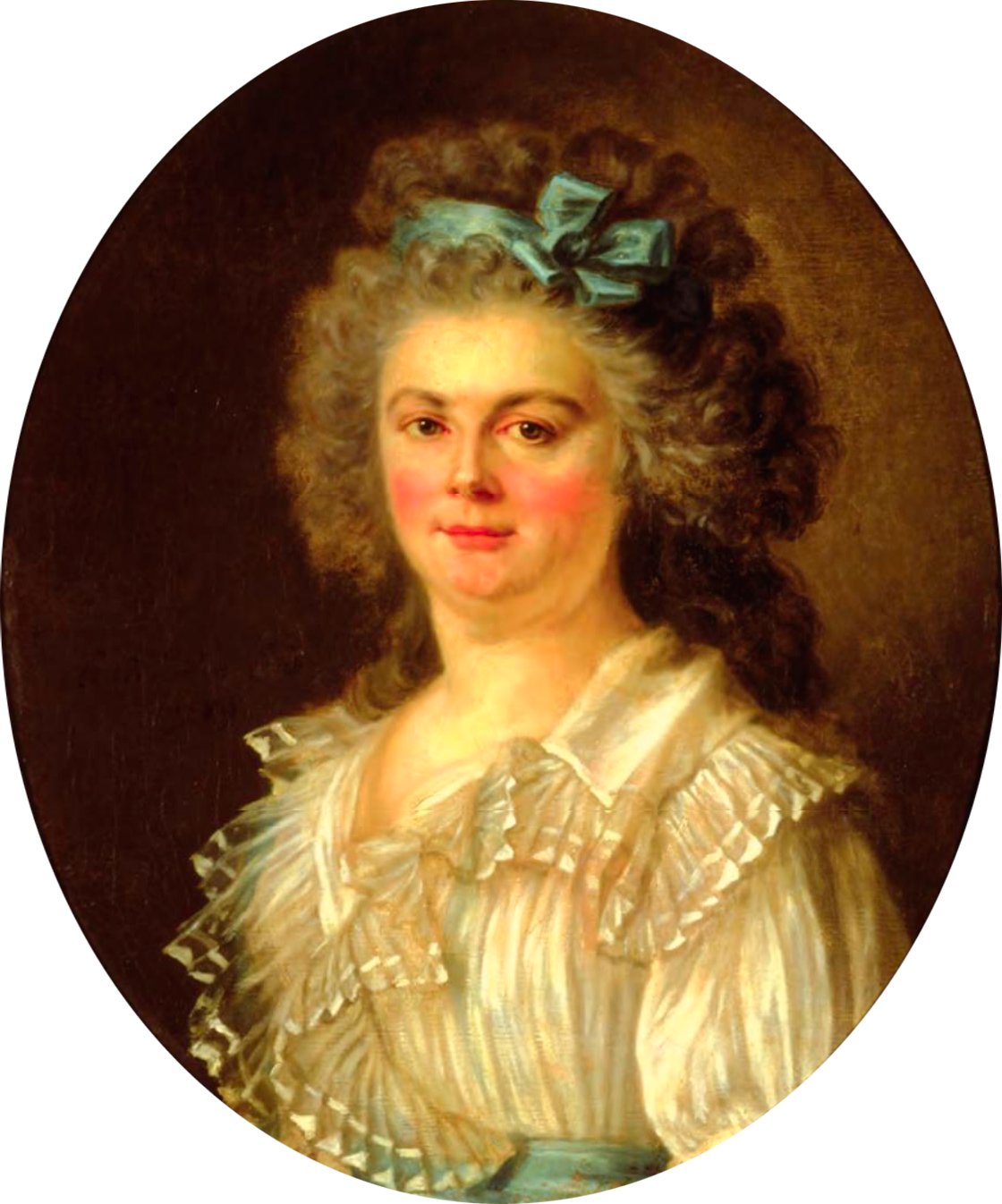
Retrat presumpte de Rose Bertin, de Louis-Amadée Van Loo (1789)

Marie-Adélaïde de Borbó, duquessa de Chartres, la presenta a la que ha estat reina durant un dia, l'11 de maig de 1774, a Marly, quan acaba de morir Lluís XV. Gaudeix del favor de la reina de França, Maria Antonieta, que troba en ella la seva "ministra de la moda"; a més està gelosa de la seva proximitat amb el sobirà. Aquesta jove que prové del poble es pot considerar una empresària abans del seu temps, deu l'èxit només al seu talent; a més, les professions del disseny de moda havien estat i eren encara sobretot un assumpte masculí, en aquella època: Mademoiselle Bertin va inaugurar així l'era de les dissenyadores de moda abans de la seva època, que s'obriria pas al segle següent.
Ella continua i completa la revolució feta a les modes per Madame de Pompadour i Madame du Barry. Aviat es va trobar demandada a totes les corts d'Europe. Les modes van esclatar en diversitat i invenció (amb els pentinats “à la Belle-Poule”, el puf “sentimental” (un pentinat decorat amb un lloro, una figureta, un floc de cabell del seu marit, etc.), barret “feu l'Opéra”, “à la Montgolfier" o “a la Philadelphia”…).

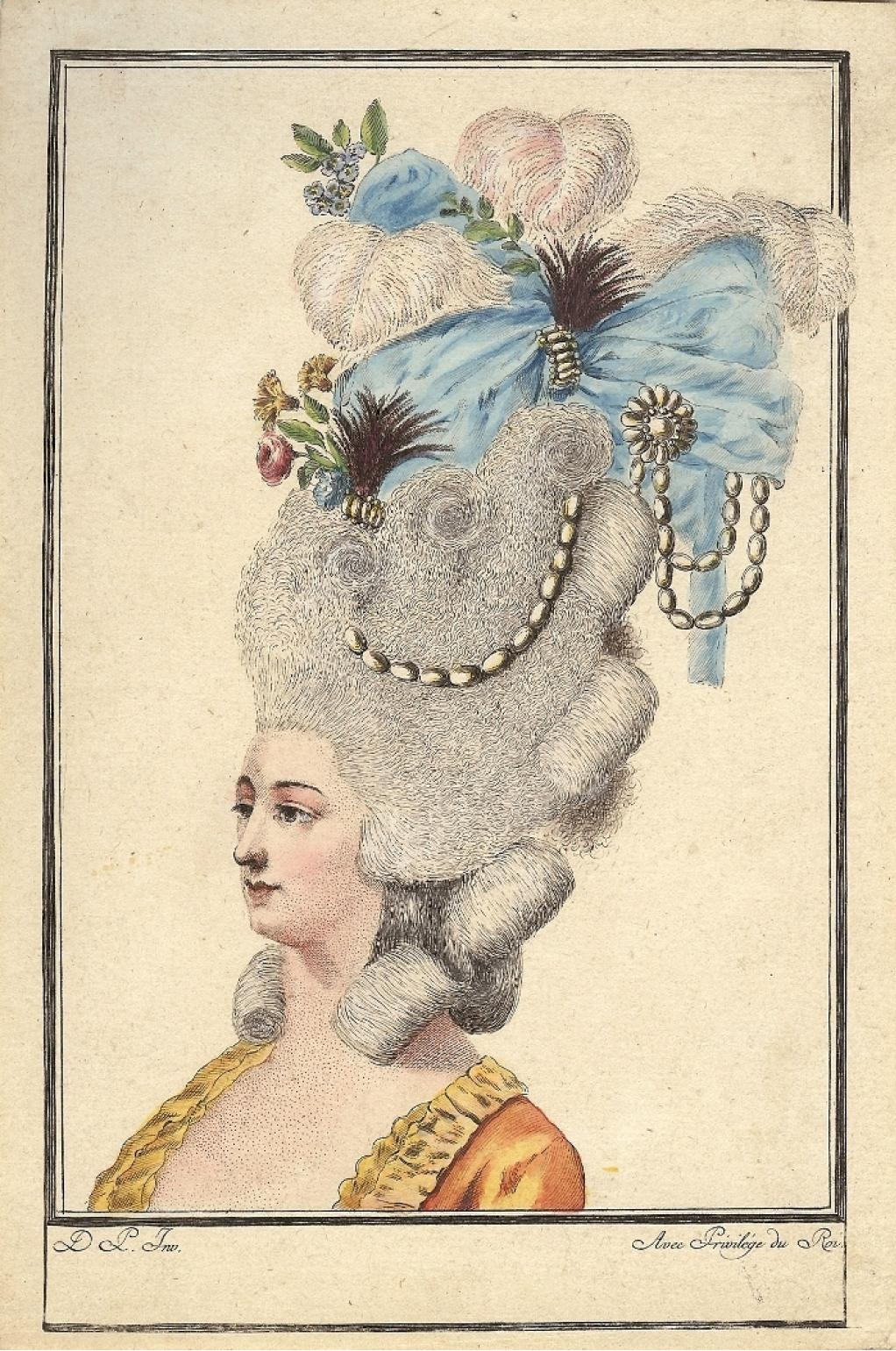
Puf sentimental

D'assessora de roba, es va apropar a la reina Maria Antonieta, a qui va aconsellar especialment, quan no podia concebre un fill, que pelegrinés a Notre-Dame de Monflières, un petit llogaret dependent del poble. Bellancourt, prop del seu lloc de naixement d'Abbeville.

## La Revolució i l'Imperi
Durant la Revolució Francesa, els destins de Mademoiselle Bertin i Maria Antonieta van seguir camins paral·lels, reunint-se a Versalles i separant-se a la plaça de la Revolució, l'octubre de 1793.
Se l'acusa de fomentar les cares passions de l'antic sobirà; durant el Terror, Bertin probablement va destruir tots els seus llibres de caixa i factures per prudència, però va continuar treballant i només va emigrar a Anglaterra en el darrer moment.

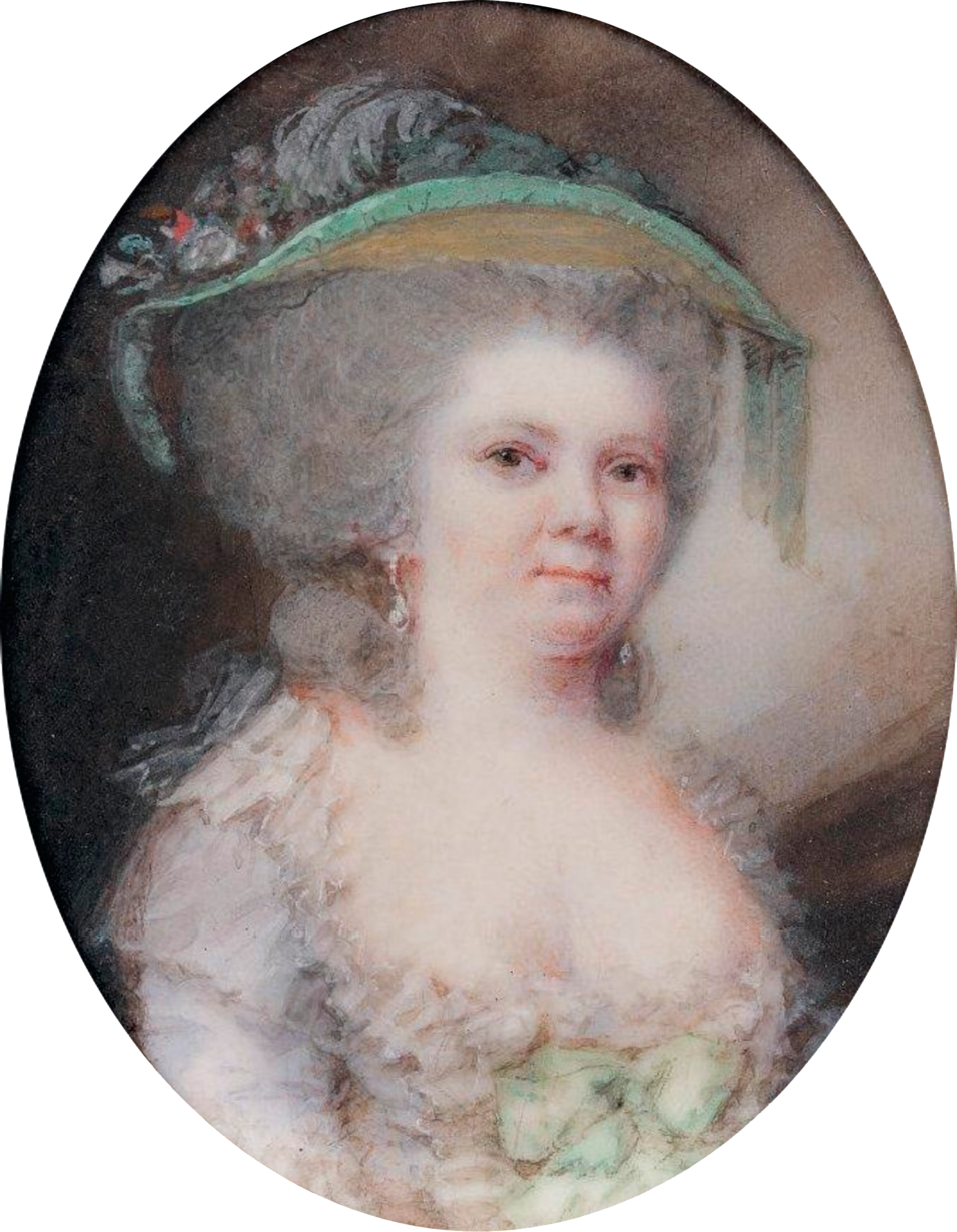
Retrat de Mademoiselle Bertin per Pierre-Adolphe Hall

L'any 1794 va arribar a París i va recuperar les seves possessions, inclosos els seus tallers al número 26 de la rue de Richelieu (anomenada rue de la Loi), així com la seva casa d'Épinay-sur-Seine (que va anomenar el "Pavillon Béatus"), on decidí quedar-se un any més tard, tot i que el Primer Imperi no li permeté recuperar el seu èxit anterior. Situada a la vora del riu a Épinay-sur-Seine, la seva casa es pot veure des de l'Île Saint-Denis, a la dreta de l'ajuntament d'Épinay. Va morir el 1813.

## Obra
Mémoires de Mlle Bertin sur la reine Marie-Antoinette, avec des notes et des éclaircissements, Bossange Frères, Paris, 1824.

## Filmografia
Diverses pel·lícules han recreat el personatge de la cèlebre modista, entre les qualsː
- Si Paris nous était conté, de Sacha Guitry (1955), Rose Bertin és interpretada per Sophie Desmarets.
- Les Adieux à la reine, de Benoît Jacquot (2012), en qué Rose Bertin és interpretada per Anne Benoît.
- Les Favoris de Marie-Antoinette dans Secrets d'histoire, en què l'actriu Lou Gala interpreta el paper de Rose Bertin.[13]